# Den Ham (Westerwolde)
Den Ham is een gehucht in de gemeente Westerwolde in de provincie Groningen. Het ligt direct ten noorden van Bellingwolde, langs de Hamsterweg, parallel met de Duitse grens en het B.L. Tijdenskanaal.
De naam komt van ham, dat 'hoek, landtong, afgebakend stuk weiland' betekent. Het dorp ontstond vermoedelijk in de vijftiende eeuw aan de rand het voormalige hoogveen; door het ontstaan van de Dollard moesten de bewoners van de lager gelegen streken langs de Westerwoldsche Aa naar hogere gronden uitwijken. Deze bewoners behoorden vermoedelijk tot het voormalige kerspel Ulsda dat zich – voordat de Westerwoldse Aa dit gebied afsneed van Westerwolde – tot in het hoogveen moet hebben uitgestrekt. De bezittingen van Ulsda werden rond 1500 verdeeld tussen Beerta en Bellingwolde.
In 1498 wordt het dorp als Upham betiteld, later ook als In den Ham, Nyeham of Bellingwolderham. Dit laatste dit ter onderscheiding van Houwingaham of Utham. Den Ham behoorde echter sinds de 15e eeuw tot het kerspel Bellingwolde, in tegenstelling tot Hamdijk, dat een restant van het vroegere kerspel Houwingaham vormt. Daarnaast werd ook het vroegere dorp Wynedaham (Nieuw-Beerta) ook wel als In den Ham of Beertsterham betiteld.
Den Ham kreeg vermoedelijk in 1527 een eigen kerk, die in plaats kwam van de verdwenen van Houwingaham, net als zijn voorganger gewijd aan Sint Jacob.  In 1538 was sprake van de carspele van bellinck wolt ende den Ham. Inderdaad gold Den Ham in 1556 als een van de kerspelen van Westerwolde cum annexis. De parochie Ham wordt vermeld in een lijst van parochies in het nieuwe bisdom Groningen uit 1561. Of de kerk toen nog bestond mag betwijfeld worden. In 1596 wordt gesproken over de rechter to Bellinckwoldt, Ham unde Bleyham. En in een bedijkingscontract uit 1636 treden de volmachten van Bellingwolde tevens op namens Houwingaham.
Ter hoogte van de oudste Dollarddijk werd de opmars van de Dollard rond 1550 tot staan gebracht. De boerderijen stonden aanvankelijk verspreid in de zogenoemde Bovenlanden, achter een (vermoedelijke) binnendijk - de latere Hamsterweg. Een kaart uit 1672 laat zien dat de boerderijen vermoedelijk nog op het hoogveen stonden, omringd door bomen of houtwallen.
Langs deze binnendijk werd omstreeks 1657 het Hamsterdiep als nieuwe uitwatering van Bellingwolde gegraven. Het Hamsterdiep kwam via het Langediep (Lupkediep) uit in het Bellingwolderzijldiep, dat via een duiker onder de Westerwoldse Aa werd geleid en op zijn beurt bij Hongerige Wolf in zee uitmondde. De meeste boerderijen verhuisden vervolgens naar de Hamsterweg; een klein aantal bleef achter in het gehucht Lutje Ham. Andere boerderijen zijn in de 17e eeuw naar Koudehoek verplaatst. De opstrekkende heerden van Den Ham en Koudehoek lagen door elkaar en wisselden elkaar af.
Rond 1800 hadden Den Ham, Koudehoek en Hamdijk ieder een eigen buurtgilde.
De Hamsterweg door Den Ham werd deels in 1892 en voor de rest in 1913 verhard.
Er liggen twee plaatsen Den Ham in de provincie Groningen, de andere ligt in de gemeente Westerkwartier. 
Dorpen: Barnflair · Bellingwolde · Blijham · Bourtange · Jipsingboertange · Oudeschans · Over de Dijk · Sellingen · Ter Apel · Ter Apelkanaal · Veelerveen · Vlagtwedde · Vriescheloo · Wedde · Wedderheide · Zandberg (deels)

Buurtschappen: Agodorp · Borgertange · Borgerveld · Bovenstreek · De Bouwte · De Bruil · De Bult · Den Ham · De Heemen · De Lethe · De Maten · De Oerde · De Straat (Engelkes) · Draaijerij · Ellersinghuizen · Hanetange · Harpel · Hoorn · Hoornderveen · Jipsingboermussel · Jipsinghuizen · Kielhuppen · Klein-Ulsda · Klontjebuurt · Koudehoek · Lammerweg · Laude · Lauderbeetse · Lauderzwarteveen · Laudermarke · Leemdobben · Lieskemeer · Loosterheide · Lutje Ham · Lutjeloo · Morige · Munnekemoer · Nienoordstreekje · Oosteinde · Overdiep · Pallert · Plaggenborg · Poldert · Renneborg · Rhederbrug · Rhederveld · Rijsdam · Roelage · 't Schot · Sellingerbeetse · Sellingerzwarteveen · Slegge · Stakenborg · Stobben · Ter Borg · Ter Haar · Ter Walslage · Ter Wisch · Tjabbesstreek · Veele · Veendijk · Veerste Veldhuis · Verbindingsweg · Vlagtwedder-Veldhuis · Vogelzang · Voorwold · Wedderbergen · Wedderveer · Weende · Weite · Wessingtange · Westeind · De Westert · Winschoterhogebrug (deels) · Winschoterzijl (deels) · Wollingboermarke · Wollinghuizen · Zuidveld · Zandstroom

Groningen: Steden en dorpen      Nederland: Provincies · Gemeenten